# Quận Robertson, Kentucky
Quận Robertson là một quận thuộc tiểu bang Kentucky, Hoa Kỳ.
Quận này được đặt tên theo George Robertson, một nghị sĩ Kentucky từ 1817-1821. Theo điều tra dân số của Cục điều tra dân số Hoa Kỳ năm 2000, quận có dân số 2266 người. Quận lỵ đóng ở Mount Olivet, Kentucky.

## Địa lý
Theo Cục điều tra dân số Hoa Kỳ, quận có diện tích 259 km2, trong đó có 0 km2 là diện tích mặt nước.